# Badenstraße 44 (Stralsund)

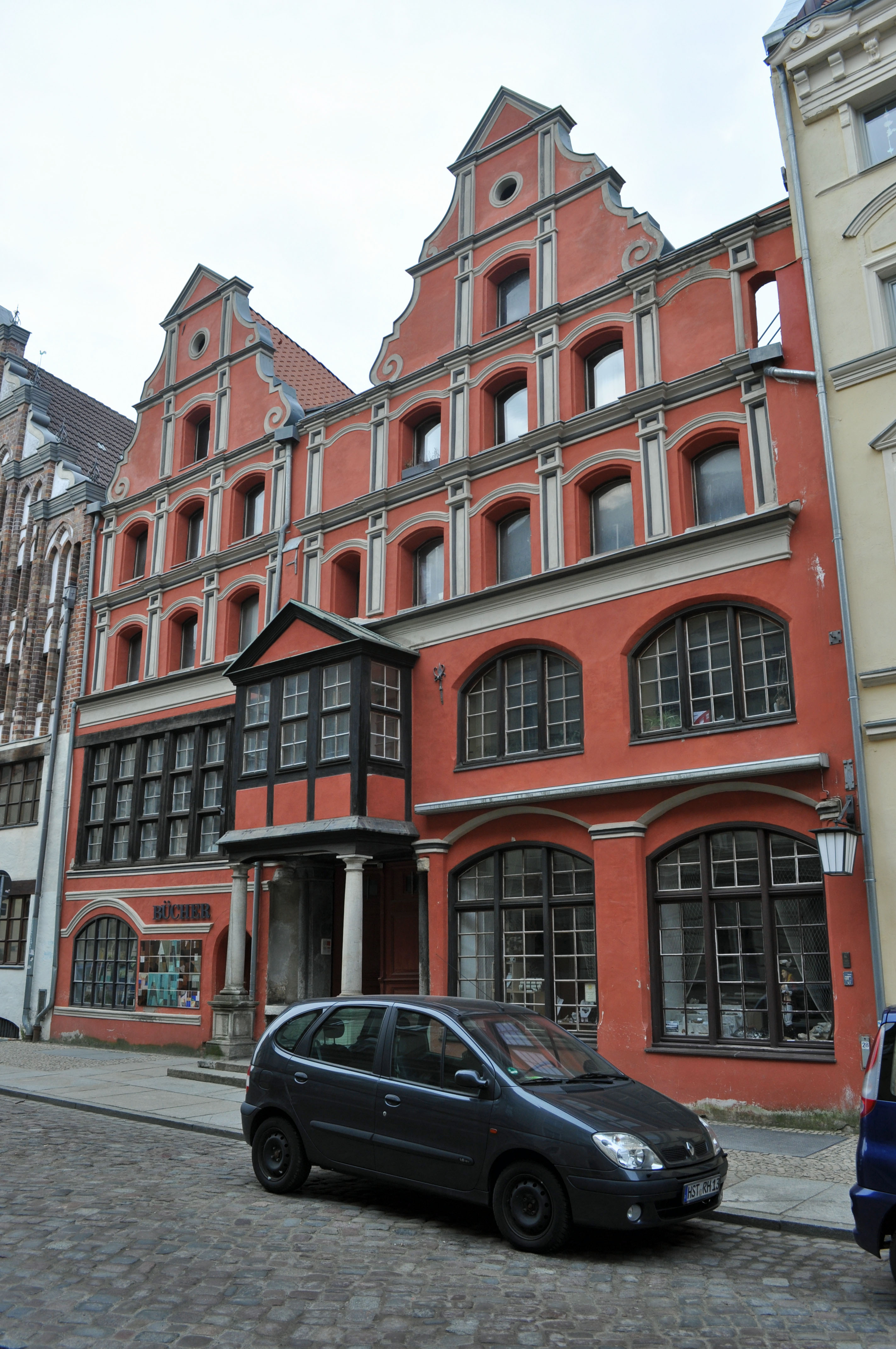
Das Haus Badernstraße 44 in Stralsund (2012)

Das Haus mit der postalischen Adresse Badenstraße 44 ist ein unter Denkmalschutz stehendes Gebäude in der Badenstraße in Stralsund.
Der Gebäudekomplex wurde in der Mitte des 16. Jahrhunderts durch Zusammenlegung von zwei aus dem 14./15. Jahrhundert stammenden, unterschiedlich breiten Giebelhäusern geschaffen. Dabei wurde die Fassade komplett umgestaltet, zudem wurden im Hofbereich ein Kemladen und ein Querflügel errichtet. Seit einer Restaurierung im Jahr 1978 ist die Fassade wieder im Zustand nach dieser Zusammenlegung.
Die Obergeschosse und die beiden Volutengiebel sind gleich gestaltet. Ein großer Fachwerkerker ruht mittig auf Säulen über dem Portal. In den Häusern sind die Hausbäume erhalten.
Das Haus liegt im Kerngebiet des von der UNESCO als Weltkulturerbe anerkannten Stadtgebietes des Kulturgutes „Historische Altstädte Stralsund und Wismar“. In die Liste der Baudenkmale in Stralsund ist es mit der Nummer 70 eingetragen.